# Joaquín del Olmo
Joaquín del Olmo est un footballeur mexicain, né le 20 avril 1969 à Tampico.

## Biographie
En tant que milieu de terrain, il fut international mexicain à 51 reprises (1993-2000) pour 3 buts.
Il participa à la Coupe du monde de football de 1994, aux États-Unis. Titulaire contre la Norvège, contre l'Irlande (carton jaune), contre l’Italie (carton jaune), il ne joue pas contre la Bulgarie du fait d’une suspension. Le Mexique est éliminé en huitièmes.
Il participa à la Coupe des confédérations 1995. Titulaire contre l’Arabie saoudite, contre le Danemark (carton jaune), titulaire contre le Nigeria (carton jaune). À égalité parfaite au classement à la fin du match, le Danemark et le Mexique disputent des prolongations qui s'achèvent sur une séance de tirs au but afin de déterminer l'équipe finaliste du tournoi. Il réussit son tir au but, le deuxième de la série, mais le Mexique est battu 4 tirs au but à 2. Le Mexique termine troisième.
Il participa à la Copa América 1995. Titulaire contre le Paraguay, il ne joue pas contre le Venezuela, est remplaçant contre l‘Uruguay et ne joue pas contre les États-Unis. Le Mexique est éliminé en quarts. 
Il participa à la Gold Cup 1996. Il remporte la Gold Cup, battant en finale le Brésil, il joue en finale, remplacé par Ricardo Peláez.
Il joua dans différents clubs mexicains et eut une expérience aux Pays-Bas (Vitesse Arnhem). Il remporta la coupe du Mexique en 1999 avec les Tigres UANL.

## Clubs
- 1988-1990 : Jaibos Tampico Madero
- 1990-1994 : CD Veracruz
- 1994-1996 : Club América
- 1996-1997 : Vitesse Arnhem
- 1997-1998 : Club Necaxa
- 1998-1999 : Tigres UANL
- 2000 : CF Puebla
- 2000-2001 : Tigres UANL
- 2002 : Jaguares de Chiapas
- 2002-2003 : Tigres UANL
- 2003-2005 : Pumas UNAM

## Palmarès
- Coupe du Mexique de football
  - Vainqueur en 1999
- Championnat du Mexique de football
  - Vice-champion en 1998 (Verano) et en 2001 (Verano)
- Gold Cup
  - Vainqueur en 1996
- Coupe des confédérations
  - Troisième en 1995